# Brad Howell
Brad Howell is een Amerikaanse toetsenist, pianist, componist en zanger. Hij was de zanger die de vocalen verzorgde voor de jaren zeventig discogroep Chilly uit Duitsland. Tevens zong Howell de daadwerkelijke leadvocalen voor het muzikale duo Milli Vanilli die door Rob Pilatus geplaybackt werd.

## Carrière
Als toetsenist en pianist verscheen Howell in diverse talkshows voor een muzikaal moment. Ook in muzikale programma's kon hij zijn spel laten horen. In 1974 werd de single Every New Year uitgebracht.

### Chilly en Supermax
In de gloriejaren van Boney M. was Howell studiozanger van de Duitse groep Chilly. De groep speelde in op Boney M.'s succes en dientengevolge was de show en het geluid aardig met Boney M. vergelijkbaar. De eerste single, For Your Love (oorspronkelijk van de The Yardbirds), werd Chilly's grootste succes. Oorspronkelijk zou Howell zelf de act Chilly mede ten toon stellen want hij staat als groepslid op de hoes van de eerste persingen van zowel de eerste single als eerste album. Het nummer werd vlak na de release onder andere ten gehore gebracht in het bekende Musikladen. Maar zonder Howell: er werd gekozen voor een geschikte vervangende performer. Howell bleef zingen en bij de credits werd ongedetailleerd vermeld "lead and backing vocals by Chilly". In de tweede helft van de jaren zeventig was Howell ook werkzaam als studiomuzikant en componist voor de Oostenrijkse band Supermax. In 1980 was Howell in de groep Mr. "B" Connection met de single Soul Sister ook een zichtbaar lid. Dit project brak echter niet door.

### Boney M. track Jimmy (1981)
In begin jaren tachtig was Howell al een kennis van de Duitse producer Frank Farian en was hij medecomponist voor het nummer Jimmy, een nummer van het album Boonoonoonoos uit 1981 van Boney M..

### Precious Wilson track All Coloured in Love (1982)
Howell was ook gecrediteerd voor de titeltrack van het tweede solo album van Precious Wilson (voorheen Eruption zangeres) uit 1982, All Coloured in Love. In diverse landen kwam haar tweede album uit onder de titel Red Light. Het nummer All Coloured in Love stond daar ook op. De tracklijst van dat album had enkele andere nummers.

### Milli Vanilli

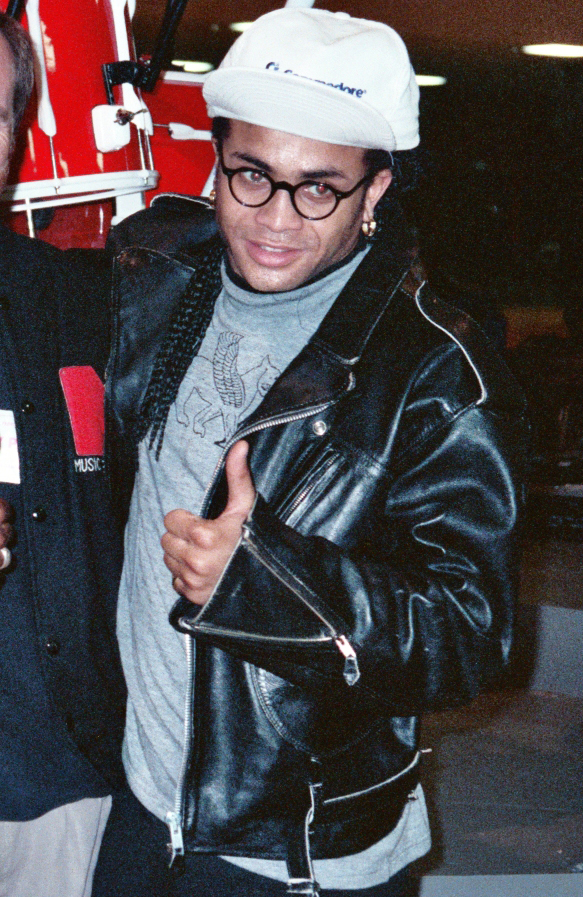
Entertainer Rob Pilatus die de door Howell ingezongen Milli Vanilli leads moest playbacken

In 1988 had Howell samen met andere studiozangers voor Farian het nummer Girl You Know it's True ingezongen. Het was een losstaand nummer: niet verbonden aan een project of album. Het lag klaar en het is onbekend of en hoe het uitgebracht zou worden. In die tijd bezocht Rob Pilatus Farians studio met de vraag of Farian iets voor hem en zijn compagnon Fab Morvan kon betekenen. Farian wist niet wat. Zijn secretaresse, tevens zijn destijdse vrouw, kaartte het kant en klare nummer Girl You Know it's True aan. En vond die twee jongens, Rob & Fab, uitermate geschikt om het te promoten. Farian stemde in en besloot de opname van het nummer te laten hoe het was. En zo werd Howell de leadzanger van Milli Vanilli voor al hun uitgaven want Farian besloot om Pilatus en Morvan nooit te laten zingen (Morvan playbackte de raps). Dat vooral Farian zelf de backings deed moet voor fans van zijn muziek duidelijk te horen zijn geweest. Ook die werden door de heren van Milli Vanilli geplaybackt.
Toen vlak na het winnen van een Amerikaanse Grammy Award Farian bekend maakte dat de heren van Milli Vanilli niet zelf zongen maar onder anderen Howell, werd de groep aan de schandpaal gezet en was het voor Pilatus en Morvan voorbij. Een eigen carrière onder Rob & Fab kwam dan ook niet van de grond.

### Real Milli Vanilli
Farian probeerde het succes van zijn project Milli Vanilli nieuw leven in te blazen door Howell en de overige studiozangers on stage te zetten en zo verder te gaan onder The Real Milli Vanilli. Ondanks dat de naam Milli Vanilli besmet was geraakt kreeg The Real Milli Vanilli toch enige bekendheid en werden ze ondanks het Milli Vanilli-verhaal uitgenodigd voor optredens in verscheidene muziekshows, startend met verdere promotie van de single Keep on running. Het was namelijk ook al gepromoot door Pilatus en Morvan. Na "het schandaal" wist het nog de positie 4 in de Duitse hitlijst te bereiken.  Ook had The Real Milli Vanilli enig succes met het album The Moment of Truth.

## Plechtigheid voor Frank Farian
De afscheidsdienst voor de in januari 2024 overleden producer Frank Farian werd gehouden voor een besloten kring, zijn directe nabestaanden. De familie had voor de betrokkenen vanwege zijn carrière twee plechtige bijeenkomsten georganiseerd: in Miami en Duitsland. Howell woonde de bijeenkomst in Duitsland bij. Naast artiesten uit de stal van Farian waren er ook mensen uit de muziekscene die hem tijdens zijn langdurige carrière leerden kennen.